# Коробейники (Пермский край)
Коробейники — деревня в Чернушинском районе Пермского края. Входит в состав Калиновского сельского поселения.
Находится примерно в 26 км к северо-востоку от центра города Чернушки.

## Население
В 2005 году численность населения составляла 253 человека.
По результатам переписи 2010 года численность населения составила 197 человек, в том числе 103 мужчины и 94 женщины.